# Пушкомитраљез
Пушкомитраљез, понекад и лаки митраљез, је аутоматско оружје, намењено за дејство против групних и појединачних живих циљева, ватрених извора, хеликоптера и једирилица. Од пушке има већи домет и брзину гађања. Основно је оружје стрељачког одељења пешадије, али га имају и други видови и родови. Носи га један војник, а у борби га послужује један до два војника пушкомитраљесца - нишанџија и помоћник нишанџије.

## Настанак и развој
Увиђајући потребу пешадијске јединице за лаким и мобилним аутоматским оружјем за подршку, дански артиљеријски капетан Вилхелм Херман Олаф Мадсен после низа покушаја и неуспеха крајем 19. и почетком 20. века (1883-1902) развија пушкомитраљез Мадсен. Оружје је било веома поуздано, али је производња била скупа и компликована. У мањем броју је кориштено у Руско-јапанском рату.
Избијање Првог светског рата убрзало је развој пушкомитраљеза, и све зараћене стране су их врло брзо увеле у наоружање. Допуњујући ватру митраљеза на блиским и средњим растојањима, пушкомитраљези су служили за одбијање јуриша и противнапада, за заштиту крила и бокова, као и за држање важних положаја. Средином Првог светског рата, стрељачке чете многих армија су их имале између осам и дванаест.
Међу успешније моделе спадају француски Бертје, амерички Луис, као и немачки Бергман и Парабелум МГ 14.
Српска војска је на Солунском фронту имала укупно 3,838 пушкомитраљеза, углавном француских М1915 Шоша (фр. Fusil-Mitrailleur Mle 1915 CSRG Chauchat). Био је компликован и непоуздан, али је био једини доступан Српској војсци у том тренутку. Без обзира на недостатке, значајно је повећао њену ватрену моћ. Шоша је једини масовно произвођени митраљез са дејством на принципу дугог трзаја цеви.
Након Првог светског рата, развој је био усмерен ка смањењу тежине и калибра, упрошћавању конструкције, побољшању поузданости, повећању брзине гађања, као и стварању система који могу дејствовати с постоља као митраљези, што је каснијим развојем довело до настанка митраљеза опште намене.
У том периоду су настали многи модели који су одиграли веома битне улоге у Другом светском рату, као што су амерички M1918 BAR ,чехословачка Збројовка ЗБ Вз. 26 "Зорка", немачки МГ 34, совјетски Дегтјарев ДП-27, италијански Бреда-ФИАТ М1930 и француски Шателеро М1924/29. Немачки МГ 34 се сматра за први модерни митраљез опште намене и у време увођења у наоружање је сматран за најмодерније оружје тог типа на свету. Према потреби је могао дејствовати са својих ножица као пушкомитраљез, са постоља као митраљез или као противавионски митраљез, а могао је бити интегрисан у читав низ возила и оруђа, као што су околопни транспортери, тенкови, па чак и приколице мотоцикала.
У већини армија тог времена, у саставу стрељачких водова су формирана пушкомитраљеска одељења, чијом ватром је обично руководио командир вода. Јединице војске Краљевине Југославије биле су наоружане чехословачким Vz 26, односно домаћим верзијама М30Ј и М37, француским Шоша М.1915, као и домаћом верзијом тог митраљеза, означеном као М.1915/26. Године 1941. сваки стрељачки вод је имао три пушкомитраљеза.
Након избијања Другог светског рата, концепција Блицккрига немачке армије поставља нове тактичке захтеве и појачану ватрену моћ пешадијске јединице, па даљим развојем модела МГ 34 настаје МГ 42.